# Hrušovany u Chomutova
Hrušovany (deutsch Hruschowan) ist eine Gemeinde in Tschechien. Sie liegt rechtsseitig der Hutná auf einer Hochebene zehn Kilometer südlich von Chomutov und gehört zum Okres Chomutov.

## Geschichte

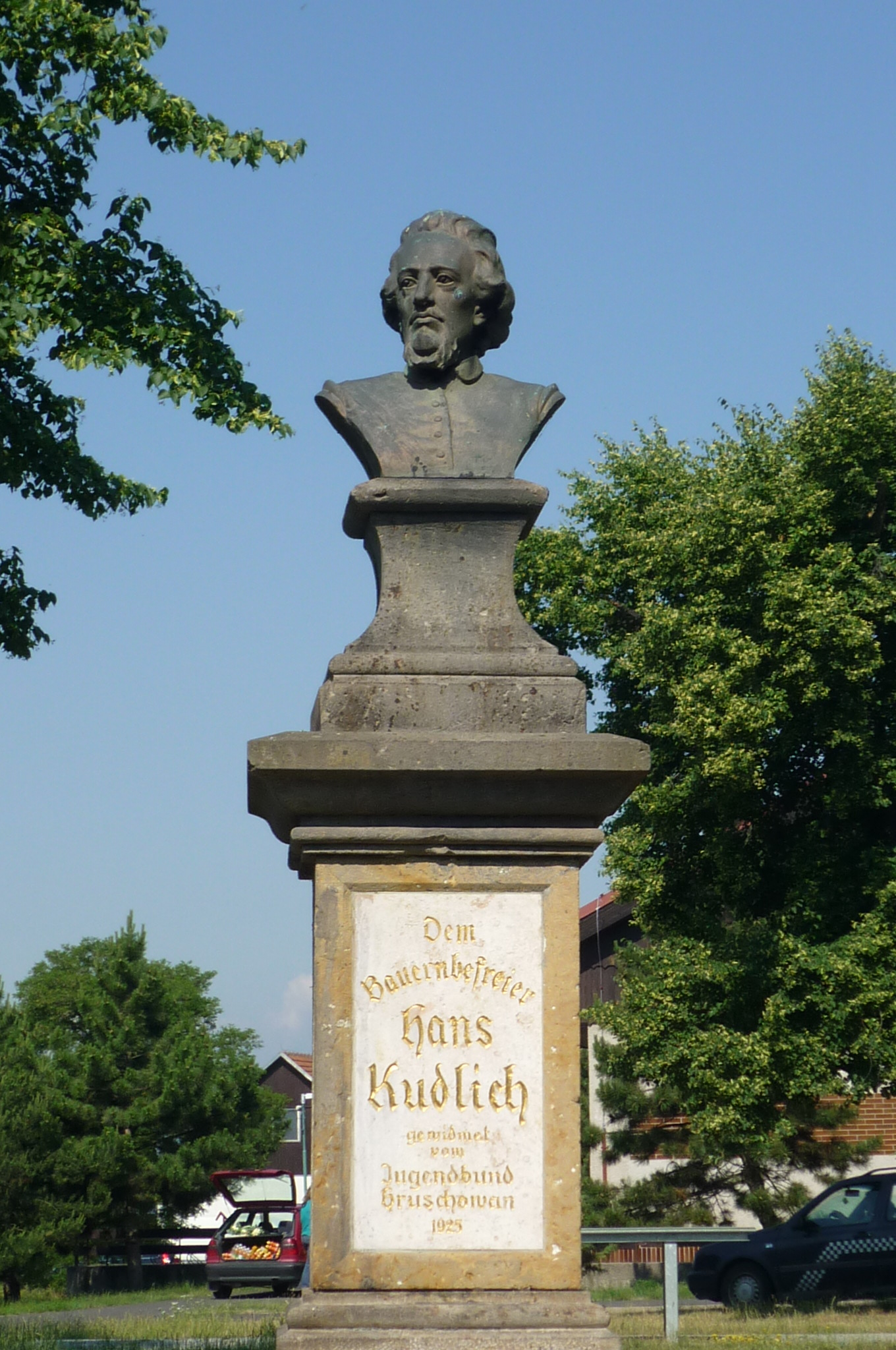
Kudlich-Denkmal in Hruschowan

Die erste Erwähnung stammt aus dem Jahr 1209. 1415 gehört das Dorf wahrscheinlich Heysso von Kazel, 1516 wird Georg Oppeln erwähnt, später Bohuslav Felix von Lobkowicz, 1604 geht das Dorf an die der kaiserlichen Verwaltung in Komotau, 1620 heißt der Besitzer Nikolaus von Hochhausen, 1623 folgt Florian Diony von Schra. Nach dem Dreißigjährigen Krieg kam Hruschowan mit Tenetitz an die Herren Negroni von Riesenbach. Anfang des 18. Jahrhunderts übernehmen Bauern das Dorf.

## Sehenswürdigkeiten
- Kirche St. Bartholomäus mit Schloss
- barocke Schlossanlage in Vysočany, heute Hotel
- Tauf- und Traukirche in Vysočany
- Kudlich-Denkmal in Hrušovany.

## Gemeindegliederung
Die Gemeinde Hrušovany besteht aus den Ortsteilen Hrušovany (Hruschowan), Lažany (Losan) und Vysočany (Wissotschan), die zugleich auch Katastralbezirke bilden.

## Söhne und Töchter der Gemeinde
- Theodor Veidl (1885–1946), böhmischer Komponist, geboren in Wissotschan